# Чемпіонат Європи з хокею із шайбою 1921
Чемпіонат Європи з хокею із шайбою 1921 — 6-й чемпіонат Європи з хокею із шайбою, який проходив у Швеції 21 лютого 1921 року. Матч відбувся у Стокгольмі.

## Результат
| 21 лютого 1921 | Швеція | 6 : 4 (4:1, 2:3) | Чехословаччина | Олімпійський стадіон, Стокгольм Глядачів: 6,000 |

|                                                                | Свен Сефвенберг                         | Голкіпери                                                    | Карел Вальцер | Арбітр: Рауль Ле Мат |
| Ейнар Лунделль Ерік Бурман Георг Юганссон-Брандіус Ерік Бурман | 1:0 2:0 3:0 4:0 4:1 5:1 5:2 5:3 5:4 6:4 | Карел Пешек-Кадя Йозеф Шроубек Вілем Лоос Ярослав Їрковський |               | Арбітр: Рауль Ле Мат |
| 4 хв.                                                          | Вилучення                               | 2 хв.                                                        |               | Арбітр: Рауль Ле Мат |
|                                                                |                                         |                                                              |               | Арбітр: Рауль Ле Мат |

| Чемпіон Європи 1921 Швеція Перший титул |

## Склади збірних
1. Швеція 
 Воротар  — Свен Сефвенберг.
Захисники  — Ейнар Лунделль, Ейнар Ліндквіст, Ерік Абрагамссон.
Нападники  — Вільгельм Арве, Ерік Бурман, Георг Юганссон-Брандіус, Ейнар Свенссон, Гуннар Галін, Луїс Вудзак.
2. Чехословаччина 
 Воротарі — Карел Вальцер, Ян Гамашек.
Захисники — Ян Палоуш, Отакар Віндуш, Карел Гартманн.
Нападники — Йозеф Шроубек, Карел Пешек, Ярослав Їрковський, Вілем Лоос, Ян Флайшманн, Карел Котрба.